# Nhà du hành vũ trụ Solway Firth

Bức ảnh nguyên gốc năm 1964

Nhà du hành vũ trụ Solway Firth (còn gọi là Nhà du hành vũ trụ Solway hoặc Nhà du hành vũ trụ Cumberland) để chỉ một nhân vật bí ẩn trong một bức ảnh chụp năm 1964 của người lính cứu hỏa, nhiếp ảnh gia và nhà sử học địa phương Jim Templeton (13 tháng 2 năm 1920 - 27 tháng 11 năm 2011).
Bức ảnh nổi tiếng được chụp ở Burgh Marsh, nằm gần Burgh by Sands, trông xuống Solway Firth tại Cumbria nước Anh. Templeton tuyên bố bức ảnh cho thấy một nhân vật trong hình nền đang mặc một bộ đồ du hành vũ trụ và nhấn mạnh rằng ông không thấy ai xuất hiện khi chụp hình. Bức ảnh đã được các tờ báo đương thời sao chép khắp nơi và thu hút sự quan tâm của giới nghiên cứu UFO. Một phân tích lúc ấy đã cho rằng nhân vật đó có lẽ là vợ của nhiếp ảnh gia, đang đứng quay lưng về phía ống kính camera, trang phục của cô xuất hiện màu trắng do là do hiện tượng phơi sáng quá mức.

## Ảnh chụp
Ngày 23 tháng 5 năm 1964, Jim Templeton, một người lính cứu hỏa đến từ Carlisle, Cumberland (nay là một phần của Cumbria), đã chụp ba tấm ảnh của đứa con gái năm tuổi của mình trên một chuyến đi trong ngày đến Burgh Marsh. Templeton cho biết chỉ có những người khác tại vùng đầm lầy ngày hôm đó là một vài phụ nữ lớn tuổi ngồi trong một chiếc xe ở cách xa đầm lầy. Trong một bức thư gửi cho tờ Daily Mail vào năm 2002, Templeton nói rằng, "Tôi đã chụp ba tấm hình con gái Elizabeth của tôi ở một tư thế tương tự – và đã bị sốc khi khoảng giữa bức ảnh mà Kodak trả về đang hiển thị một thứ gì đó trông giống như một phi hành gia trong hình". Templeton khẳng định rằng ông chẳng nhìn thấy người này mãi cho đến khi tấm hình được đem đi rửa, và các nhà phân tích tại Kodak khẳng định rằng bức ảnh này là thật.

### Giải thích về "nhà du hành vũ trụ"
Theo giảng viên khoa báo chí và nhà văn David Clarke của Đại học Sheffield Hallam vào năm 2014, "nhà du hành vũ trụ" này rất có thể là vợ của Templeton, Annie, người đã có mặt tại thời điểm đó và có mặt trên các bức ảnh khác chụp ngày hôm đó. "Tôi nghĩ rằng vì một số lý do nào đó mà vợ ông lọt vào ống kính và ông đã không nhìn thấy bà ấy vì với đặc điểm này khiến cho máy ảnh của bạn chỉ thấy được 70% những gì trong ảnh chụp qua kính ngắm",  Clarke nói. Annie đã mặc một chiếc váy màu xanh nhạt vào ngày xảy ra vụ việc bị phơi sáng đến nỗi biến thành màu trắng trong các bức ảnh khác; bà ấy còn có mái tóc cắt ngắn đen huyền. Có lập luận cho rằng, khi sử dụng phần mềm hình ảnh làm tối sẫm bức ảnh và đâm thẳng đến đường chân trời, hình dáng ngày càng xuất hiện này là một người bình thường nhìn từ đằng sau. Về tác động của nó, Clarke nói: "Mọi người vẫn sẽ nói về nó trong vòng 50 năm nữa."

## Công khai
Templeton nói với các phóng viên, "Tôi đã đưa bức ảnh này cho cảnh sát tại Carlisle, họ sau nhiều lần nghi ngờ, kiểm tra và tuyên bố rằng chẳng có gì khả nghi nào cả trong hình. Tờ báo địa phương Cumberland News tình cờ vớ được câu chuyện này và chỉ trong vòng vài giờ nó đã lan truyền ra khắp thế giới. Hình chụp chắc chắn không phải là giả và tôi cũng kinh ngạc như bất cứ ai về việc khác làm thế nào mà người này lại xuất hiện trong khung hình. Trong bốn thập kỷ qua bức hình này thuộc về sở hữu cộng đồng, tôi đã nhận hàng ngàn lá thư từ khắp nơi trên thế giới với những ý tưởng khác nhau hoặc khả năng – mà hầu hết chúng chẳng có chút có ý nghĩa nào đối với tôi."
Templeton cho biết ngay sau khi bức ảnh được công bố thì ông được hai người đàn ông cho biết họ đến từ chính phủ tới viếng thăm đã từ chối tiết lộ danh tính của mình. Templeton cho biết: "Họ nói rằng họ làm việc cho chính phủ và họ chỉ được nhận dạng bằng số thứ tự." Sau khi đưa bọn họ đến nơi chụp hình, Templeton nói rằng khi ông giải thích là mình đã không nhìn thấy người này vào lúc đó, bọn họ đã nổi giận và lên xe đi, để lại một mình ông đi bộ về nhà. Vào tháng 9 năm 1964, Templeton đã gạt bỏ ý nghĩ hai người họ chỉ là những kẻ lừa đảo, nói rằng: "Mọi chuyện trông giống như một trò chơi khăm đối với tôi. Tôi chắc rằng họ không phải là nhân viên an ninh."
Trong một cuộc phỏng vấn BBC Look North và một bức thư gửi cho The Daily Mail, Templeton cũng nói rằng một vụ phóng tên lửa Blue Streak ở bãi phóng Woomera tại miền Nam nước Úc đã bị hủy bỏ vì bóng dáng của hai người đàn ông to lớn đã được nhìn thấy tại hiện trường. Templeton đã xác nhận rằng các kỹ thuật viên về sau nhìn thấy bức ảnh của ông trên một tờ báo của Úc và nhận thấy hình bóng những người này giống hệt nhau. Đáp lại yêu cầu từ giới nghiên cứu UFO muốn biết liệu bức ảnh này có liên quan đến chính quyền hay không, một quan chức Bộ Quốc phòng Anh cho biết bức ảnh của Templeton chẳng có dính dáng gì đến họ.